# 洛特河
洛特河（法語：Lot，法語發音：[lɔt] ⓘ；奧克語：、，奥尔特河）是法国西南部的一条河流，是加龍河的右支流，全长485公里。发源于洛泽尔省的塞文山脉，向西在洛特-加龍省的艾吉永附近流入加龍河。